# Orientkaj Station
Orientkaj Station er en højbanestation på den københavnske Metros Nordhavnslinje. Orientkaj Station ligger ud til Orientbassinet i Københavns Nordhavn og åbnede 28. marts 2020. Stationen er endestation for Nordhavnslinjen, men på sigt er det muligt, at der vil ske en forlængelse, for eksempel i form af et loop gennem en ny bydel i Nordhavnen eller som en forbindelse til den planlagte Lynetteholmen.
Stationen er udført som et lukket stationsrum med perrondøre mellem perron og skinner. Denne stationstype er lig den, der er anvendt på Københavns Lufthavn Station, men står i modsætning til de øvrige overjordiske stationer på Københavns Metronet, der alle er udført som åbne perroner.
Stationen er beklædt med små hvide sekskantede fliser, der går igen på elevatorskakt, trappeopgange, samt i loftet, hvor der endvidere er installeret ovenlysvinduer. Desuden er der fra det østlige spor udsigt udover havnebassinet.
Orientkaj Station er i øvrigt den nordligste station på Metronettet.
Orientkaj Station ligger i takstzone 1.

## Galleri
- Havudsigt set fra perron mod østligt spor.
- Perron med elevatorskakt.